# Tuinvaas (Soestdijk)
De tuinvaas van Paleis Soestdijk is een natuurstenen beeld in de vorm van een vaas in de tuin voor de oranjerie van het paleis aan de Amsterdamsestraatweg 1 in Baarn.
De vaas is vervaardigd in Lodewijk XIV-stijl en dateert uit de 18de eeuw. De vaas heeft een deksel met acanthusbladeren. Op de vaas staan een aantal cupido's afgebeeld. De vaas is een rijksmonument.